# Station Dombås
Station Dombås is een treinstation in Dombås, gelegen in de gemeente Dovre in de provincie Innlandet in Noorwegen.
Het station wordt bediend door de Spoorlijn Oslo - Trondheim (Dovrebanen) en door de Spoorlijn Dombås - Åndalsnes (Raumabanen), een zijlijn van Dovrebanen.
Het station werd geopend in 1913 en ligt op ongeveer 343 km van Oslo Sentralstasjon.